# Hydrophoria aliena
Hydrophoria aliena är en tvåvingeart som beskrevs av Lyneborg 1965. Hydrophoria aliena ingår i släktet Hydrophoria och familjen blomsterflugor.
Artens utbredningsområde är Island. Inga underarter finns listade i Catalogue of Life.